# Завод азотних добрив у Сухарі
Завод азотних добрив у Сухарі — підприємство оманської хімічної промисловості, яке розташоване на північному заході країни у потужній індустріальній зоні Сухар.
Завод, який став до ладу в 2009 році, може щодобово продукувати 2000 тонн аміаку та 3500 тонн сечовини. Вся продукція підприємства призначена для експорту.
Як сировину для виробництва аміаку використовують природний газ, що надходить з центральної частини країни по системі Сайх-Равл—Фахуд—Сухар.
Завод належить компанії Sohar International Urea & Chemical Industries LLC (SIUCI), яка відноситься до Suhail Bahwan Group.